# Aethes cnicana
Espèce
Aethes cnicana est une espèce de petits lépidoptères (papillons) de la famille des Tortricidae, de la sous-famille des Tortricinae.
On le trouve en Europe.
L'imago a une envergure de 14 à 17 mm ; il vole de mai à juillet et est attiré par la lumière.
Sa chenille vit sur les Cirsium.